# Videografia de Maria Bethânia
Videografia da cantora Maria Bethânia.

## Videoclipes
| Ano  | Canção                            | Diretor | Álbum                           |
| ---- | --------------------------------- | ------- | ------------------------------- |
| 1993 | "As Canções Que Você Fez Pra Mim" | —       | As Canções Que Você Fez Pra Mim |

## Álbuns de vídeo

### Vídeos de turnês
| Ano  | Vídeo                                      | Detalhes da produção | Notas |
| ---- | ------------------------------------------ | --- | --- |
| 1995 | As Canções Que Você Fez Pra Mim - Ao Vivo  | - Lançamento: 1995 - Produtora: Polygram Video - Gravadora: Polygram · Universal Music - Formatos: VHS · DVD                                                 | - Mostra a turnê de 1994 As Canções Que Você Fez Pra Mim, baseada no álbum homônimo com músicas de Roberto & Erasmo Carlos. |
| 2003 | Maricotinha - Ao Vivo                      | - Lançamento: 28 de Abril de 2003 - Produtora: Sarapuí Produções Artísticas - Gravadora: Biscoito Fino - Formatos: DVD                                       | - Contém o show da turnê comemorativa de 35 anos de carreira Maricotinha, gravado no Canecão, Rio de Janeiro, em novembro de 2002, mostra ainda Bethânia em Portugal, onde interpreta canções e fala de sua carreira e expressa suas opiniões. Contém os clipes de "A Voz de Uma Pessoa Vitoriosa" e "Coração Ateu", e a discografia completa de Bethânia, com capa, contra-capa, ordem das canções e curiosidades sobre os lançamentos, além de cifras de todas as canções do espetáculo |
| 2004 | Brasileirinho - Ao Vivo                    | - Lançamento: 24 de Agosto de 2004 - Produtora: Multishow - Gravadora: Quitanda · Biscoito Fino - Formatos: DVD                                              | - Contém o show da turnê Maricotinha, gravado em duas semanas de shows no Canecão, Rio de Janeiro, com as participações de Miucha, Nana Caymmi, Uakti, Tira Poeira, Ferreira Gullar e Denise Stoklos. Inlcui making of sobre a montagem do espetáculo, duas faixas com câmera close em Bethânia ("Cigarro de Paia"e "Motriz"), entrevistas inéditas e exclusivas. |
| 2005 | Tempo Tempo Tempo Tempo                    | - Lançamento: 09 de Dezembro de 2005 - Produtora: Sarapuí Produções Artísticas - Gravadora: Biscoito Fino - Formatos: DVD                                    | - Contém o show da turnê comemorativa de 40 anos de carreira Tempo Tempo Tempo Tempo, gravado em São Paulo. Além de canções imortais de Vinícius de Moraes, Bethânia recria os compositores mais marcantes de sua trajetória, como Chico Buarque e Caetano Veloso. |
| 2008 | Omara Portuondo e Maria Bethânia - Ao Vivo | - Lançamento: 09 de Outubro de 2008 - Produtora: Sarapuí Produções Artísticas - Gravadora: Montuno · Biscoito Fino - Formatos: DVD · CD+DVD · Livro+DVD      | - Contém o show da tunê com Omara Portuondo, intitulado Omara Portuondo Maria Bethânia, gravado nos dias 3 e 4 de abril de 2008 no Palácio das Artes, Belo Horizonte. O livro Omara & Bethânia - Cuba & Bahia, lançado no mesmo ano, vem acompanhado deste DVD. |
| 2009 | Dentro Do Mar Tem Rio - Ao Vivo            | - Lançamento: 05 de Junho de 2009 - Produtora: Sarapuí Produções Artísticas - Gravadora: Biscoito Fino - Formatos: 2CD · DVD · Blu-Ray · download digital    | - Traz o show Dentro Do Mar Tem Rio, fruto dos dois discos lançados simultaneamente pela cantora em 2006: Mar de Sophia, e Pirata. Gravado em dezembro de 2007 no Citibank Hall, São Paulo, o DVD só foi lançado um ano e meio depois do CD ao vivo, gravado em agosto de 2007, no Canecão, Rio de Janeiro, pelo fato de a cantora ter rejeitado as filmagens feitas. |
| 2010 | Amor Festa Devoção - Ao Vivo               | - Lançamento: 12 de Novembro de 2010 - Produtora: Sarapuí Produções Artísticas - Gravadora: Biscoito Fino - Formatos: 2CD · DVD · Blu-Ray · download digital | - Contém a turnê de Amor Festa Devoção, gravado em março de 2010, no Vivo Rio, Rio de Janeiro. Lançado no ano em que completou 45 anos de carreira, Bethânia dedicou este trabalho à sua mãe, Dona Canô. Além das canções de seus 2 discos anteriores Tua e Encanteria, lançados simultaneamente em 2009, o repertório inclui grandes clássicos da carreira da intérprete. Os extras contam com um documentário inédito que registra uma apresentação de Bethânia na Basílica de Aparecida do Norte, em 2004, depoimentos de fiéis, além do encontro da cantora com Dona Canô.                                 |
| 2016 | Abraçar e Agradecer - Ao Vivo              | - Lançamento: 2 de Dezembro de 2016 - Produtora: Sarapuí Produções Artísticas - Gravadora: Biscoito Fino - Formatos: 2CD · 2DVD · Blu-Ray · download digital | - Contém a turnê de Abraçar e Agradecer, gravada em agosto de 2015, no HSBC Brasil, São Paulo, que comemora 50 anos de carreira da cantora. Bethânia canta canções compostas especialmente para ela, além de canções inesquecíveis que marcaram sua carreira. Conta ainda com textos de Wally Salomão, Clarice Lispector, Carmem Oliveira e Fernando Pessoa. Os extras contam com registros, em fotos e vídeos, feitos por seus fãs, do Prêmio da Música Brasileira, e da escola de samba Estação Primeira de Mangueira com o enredo “Maria Bethânia, a Menina dos Olhos de Oyá”, campeão do carnaval de 2016. |

### Vídeos de apresentações especiais
| Ano  | Vídeo                                                        | Detalhes da produção | Notas |
| ---- | ------------------------------------------------------------ | --- | --- |
| 2012 | Noite Luzidia                                                | - Lançamento: 29 de Novembro de 2012 - Produtora: Sarapuí Produções Artísticas - Gravadora: Biscoito Fino - Formatos: DVD                                                | - Contém o show único que celebra os 35 anos de carreira de Bethânia. Gravado no Canecão, Rio de Janeiro, em 04 de setembro de 2001, conta com participações de convidados ilustres da MPB. O DVD, lançado 11 anos após sua gravação, também mostra depoimentos de vários artistas e a passagem de som do espetáculo. |
| 2015 | 26º Prêmio da Música Brasileira - Homenagem À Maria Bethânia | - Lançamento: 12 de Novembro de 2015 - Produtora: Sarapuí Produções Artísticas - Gravadora: Biscoito Fino - Formatos: DVD                                                | - Contém a cerimônia de premiação da 26ª edição do Prêmio da Música Brasileira que homenageou os 50 anos de carreira de Maria Bethânia no Theatro Municipal do Rio de Janeiro. Contando com repertório que inclui somente canções eternizadas na voz da intérprete baiana, o espetáculo é repleto de convidados especiais. |
| 2015 | Caderno de Poesias                                           | - Lançamento: 6 de dezembro de 2015 (pré-venda) / (Lançamento previsto: 22/12/2015) - Produtora: Sarapuí Produções Artísticas - Gravadora: Biscoito Fino - Formatos: DVD | - Gravado ao vivo na Universidade Federal de Minas Gerais, Bethânia interpreta obras literárias e musicais de grandes escritores, poetas e músicos brasileiros e portugueses, incluindo nomes como Guimarães Rosa, Dorival Caymmi, Carlos Drummond de Andrade, Caetano Veloso, Gilberto Gil, Luiz Gonzaga, Fernando Pessoa, Vicente Celestino, Chico Buarque, Castro Alves, Maria Isabel Velloso, Olavo Bilac, Jorge Benjor, Moraes Moreira, entre outros. |

### Documentários
- Bethânia bem de perto - A propósito de um show, de Julio Bressane e Eduardo Escorel (16 mm ampliado para 35 mm, pb, 33 min) (Biscoito Fino-Quitanda-Conspiração Filmes, 2007, DVD) [show Recital na Boite Cangaceiro, Rio de Janeiro, em abr-maio 1966]
- Os Doces Bárbaros, de Jom Tob Azulay (16 mm ampliado para 35 mm, cor, relançado em 2004) (Biscoito Fino, 2008, DVD) [apresentações em 1976 em Campinas, Curitiba, Florianópolis, Rio de Janeiro e São Paulo]
- Maria Bethânia do Brasil, de Hugo Santiago / Compagnie des Phares et Balises-ARTE France (cor, 90 min)
- Outros Bárbaros, de Andrucha Waddington (Biscoito Fino) (DVD) [os ensaios e o show na praia de Copacabana, na noite de 8 de dezembro de 2002]
- Maria Bethânia - música é perfume, de Georges Gachot (35 mm, cor, 82 min) (Quitanda-Biscoito Fino, 2006, DVD/Blu-ray) [Documentário narrado pela própria Bethânia feito durante a gravação do disco "Que falta você me faz" e da turnê do show "Brasileirinho"]
- Omara Portuondo e Maria Bethânia (Biscoito Fino, 2008, DVD) [das gravações do CD]
- Biblioteca Mindlin - Um mundo em páginas, de Cristina Fonseca (vídeo, cor, 77 min) (depoimento)
- Vinicius - Quem pagará o enterro e as flores se eu me morrer de amores, de Miguel Faria Jr. (35 mm) (depoimento) ("Soneto do amor total", "Pátria minha" e "O que tinha de ser")

### Participação em álbuns de vídeo de outros artistas
- Ana Carolina - Estampado, de Mari Stockler (Sony & BMG Music, DVD) ("Pra rua me levar" de Totonho Villeroy e Ana Carolina)
- Concertos MPBR (69 min, DVD) (Canecão, Rio de Janeiro, em 6 ago 2002: "As canções que você fez pra mim" de Roberto Carlos e Erasmo Carlos com Erasmo Carlos; "Eu já nem sei" com Wanderlea; "Baila comigo" de Rita Lee e Roberto de Carvalho com Shangrilá e Zélia Duncan)
- Alcione - Ao vivo 2 (Universal Music, DVD)(Nos extras, participação em "Ternura antiga")
- Chico César - Cantos e encontros de uns tempos pra cá, de Douglas Costa Kuruhma (Biscoito Fino, DVD) [Nos extras, cenas de Chico César no estúdio da Biscoito Fino com Maria Bethânia cantando "A força que nunca seca" e "Onde estará o meu amor", do compositor gravadas pela cantora]
- Beth Carvalho canta o samba da Bahia, de Lula Buarque de Hollanda (EMI Music, DVD) ("Suíte dos pescadores" de Dorival Caymmi, com Beth) [Show no Teatro Castro Alves, em Salvador, 23 ago 2006, em comemoração aos 60 anos de Beth Carvalho]
- Tecnomacumba - ao Vivo. Rita Ribneiro (Biscoito Fino, 2009)